# Индустриальный (Краснодарский край)
Индустриальный — посёлок в Прикубанском внутригородском округе города Краснодара. Входит в состав Калининского сельского округа.

## География
Посёлок расположен в северо-восточной части городского округа Краснодар. С юго-запада ограничен железной дорогой, с юго-восточной стороны посёлок через железную дорогу граничит с пос. Лорис, с северо-востока ограничен трассой М-4 «Дон», с севера граничит с пос. Победитель и сельскохозяйственными полями. В населённом пункте 54 улицы, 2 переулка и 1 проезд.

## История
Летоисчисление посёлка начинается с 1957 года, когда были произведены первые наделы под строительство частных жилых домов. 
11 марта 1977 года в официальной выписке — исполком горсовета присвоил наименования населённым пунктам, расположенным на территории Ленинского, Первомайского и Советского районов города Краснодара (ранее они числились «безымянно», как посёлки различных хозяйств): Колосистый (посёлок опытно-производственного хозяйства КНИИСХ имени П.П.Лукьяненко), Берёзовый, Лазурный, Индустриальный, Российский, Победитель, Дружелюбный, Плодородный, Зональный, Знаменский и Зеленопольский. А 28 октября того же года получили ещё два посёлка – Экспериментальный и Прогресс.
В советский период посёлок представлял собой научно-производственную базу аграрного комплекса. В посёлке располагалось отделение № 1 Калининского совхоза.
В конце 1980-х годов в южной части посёлка был создан большой жилой массив из малоэтажных домов, который сейчас именуется как микрорайон «Дивный». 
В настоящее время является пригородным посёлком, почти полностью застроенным частными домами, за исключением небольшого количества «пятиэтажек» в центральной его части.

## Население
| 2002 | 2010  | 2021  |
| ---- | ----- | ----- |
| 3873 | ↗4785 | ↘3963 |

## Инфраструктура
В посёлке функционируют более 3-х десятков магазинов, отделение почтовой связи, железнодорожная станция, поликлиника, библиотека, школа №62, детский сад №43 и его филиал «Дивный».